# Armadillidium sordidum
Armadillidium sordidum is een pissebed uit de familie Armadillidiidae. De wetenschappelijke naam van de soort is voor het eerst geldig gepubliceerd in 1887 door Adrien Dollfus.